# Amplypterus panopus
Amplypterus panopus är en fjärilsart som beskrevs av Pieter Cramer 1779. Amplypterus panopus ingår i släktet Amplypterus och familjen svärmare. Inga underarter finns listade i Catalogue of Life.

## Bildgalleri

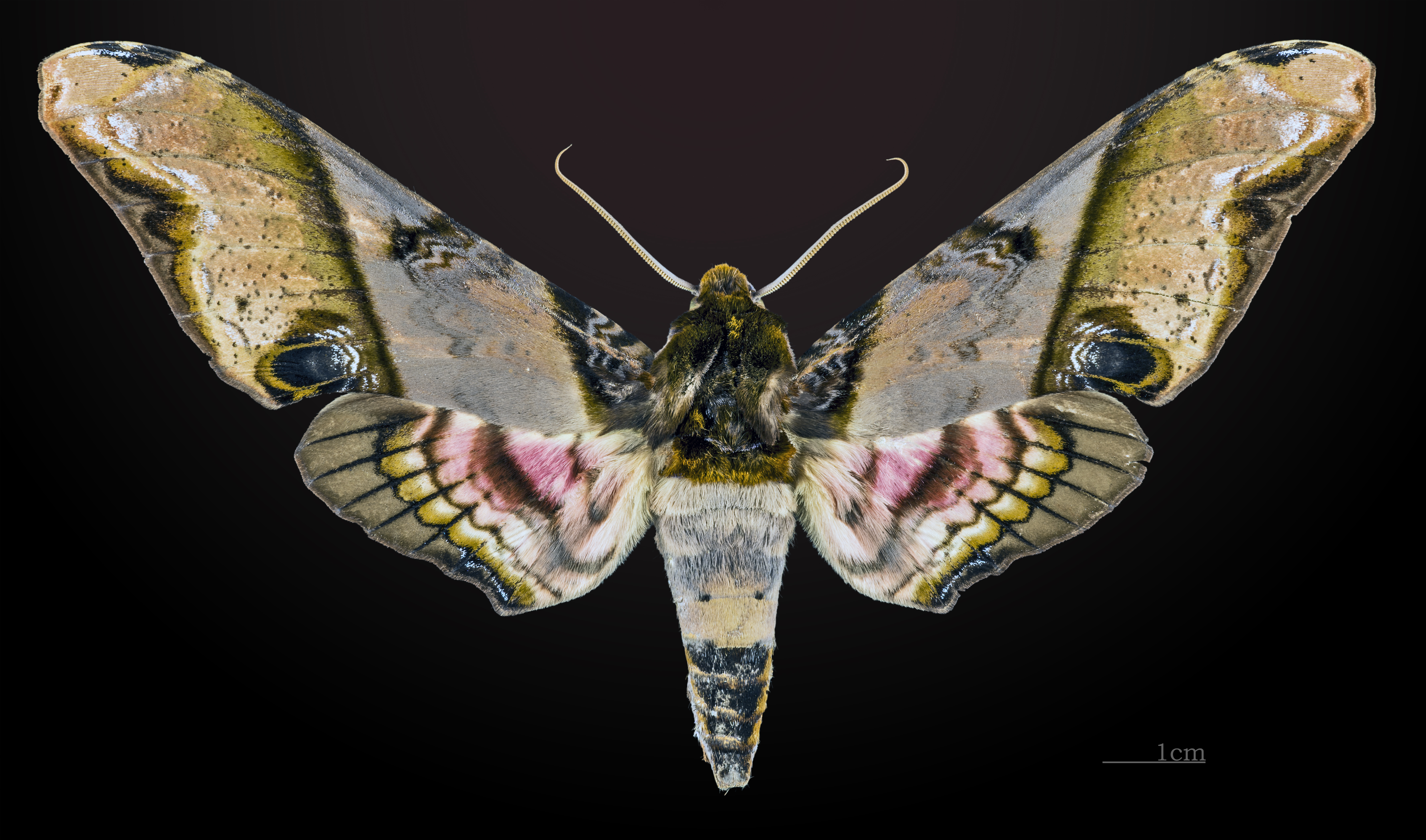
Amplypterus panopus  ♂
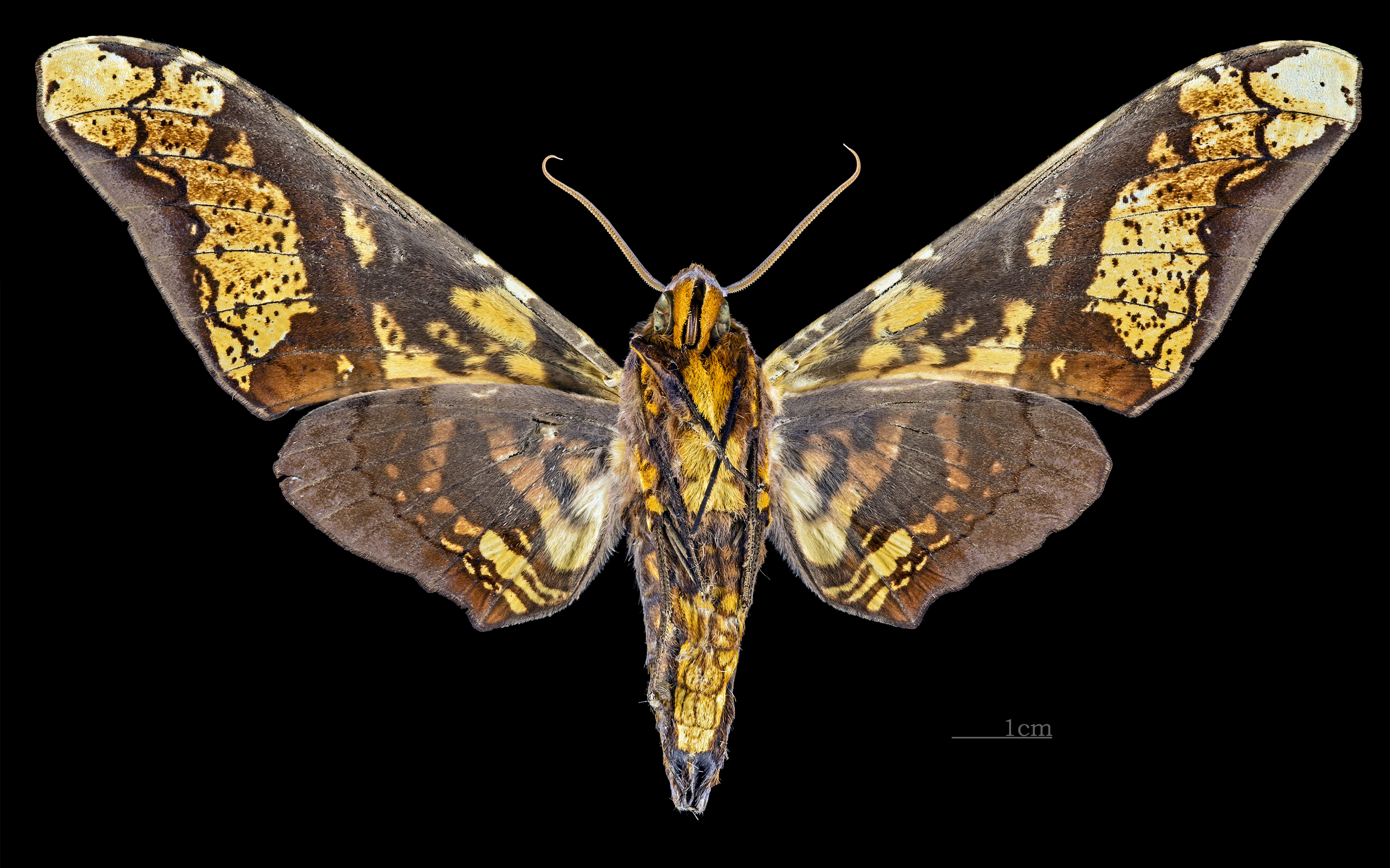
Amplypterus panopus △  ♂
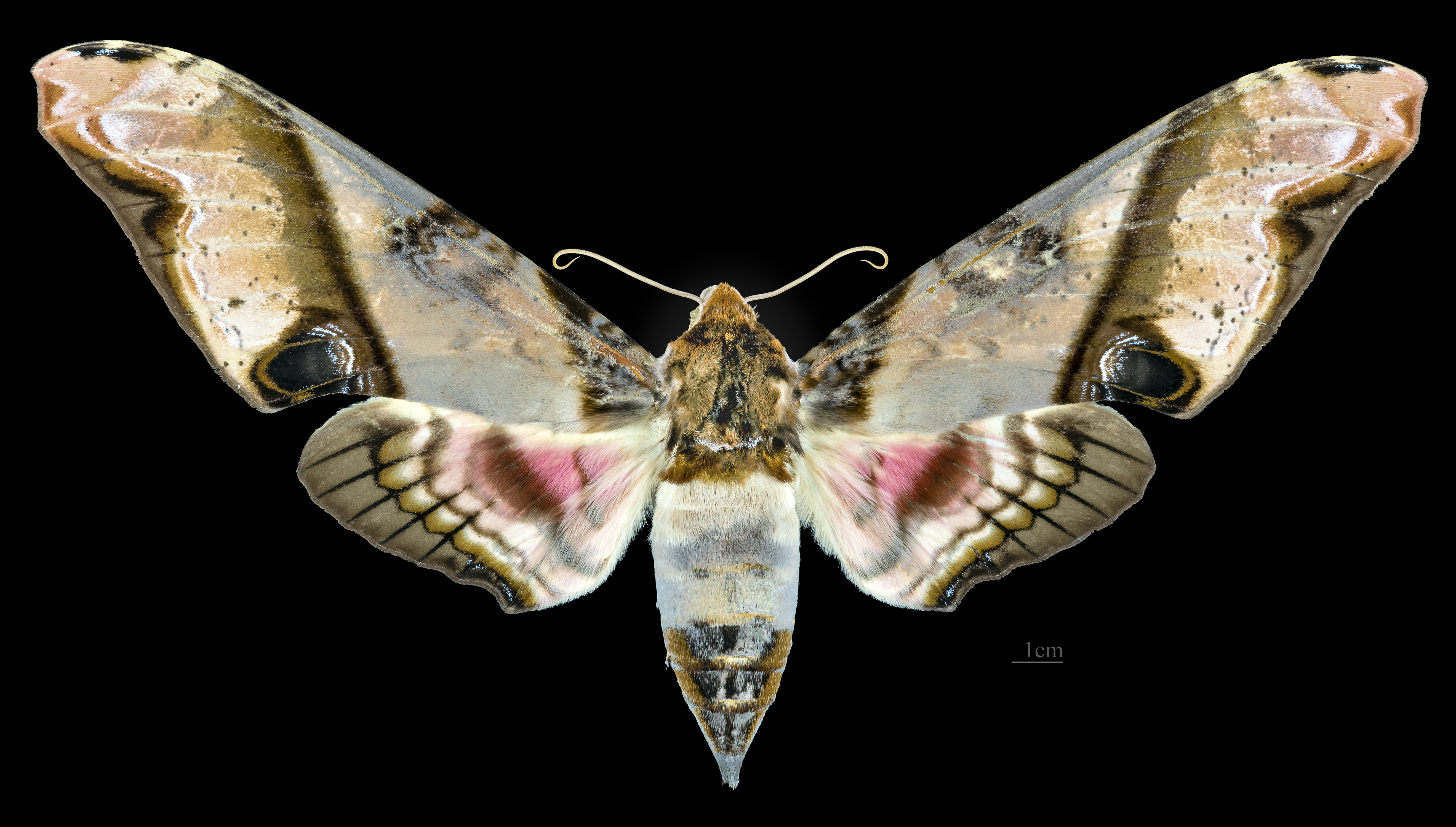
Amplypterus panopus ♀
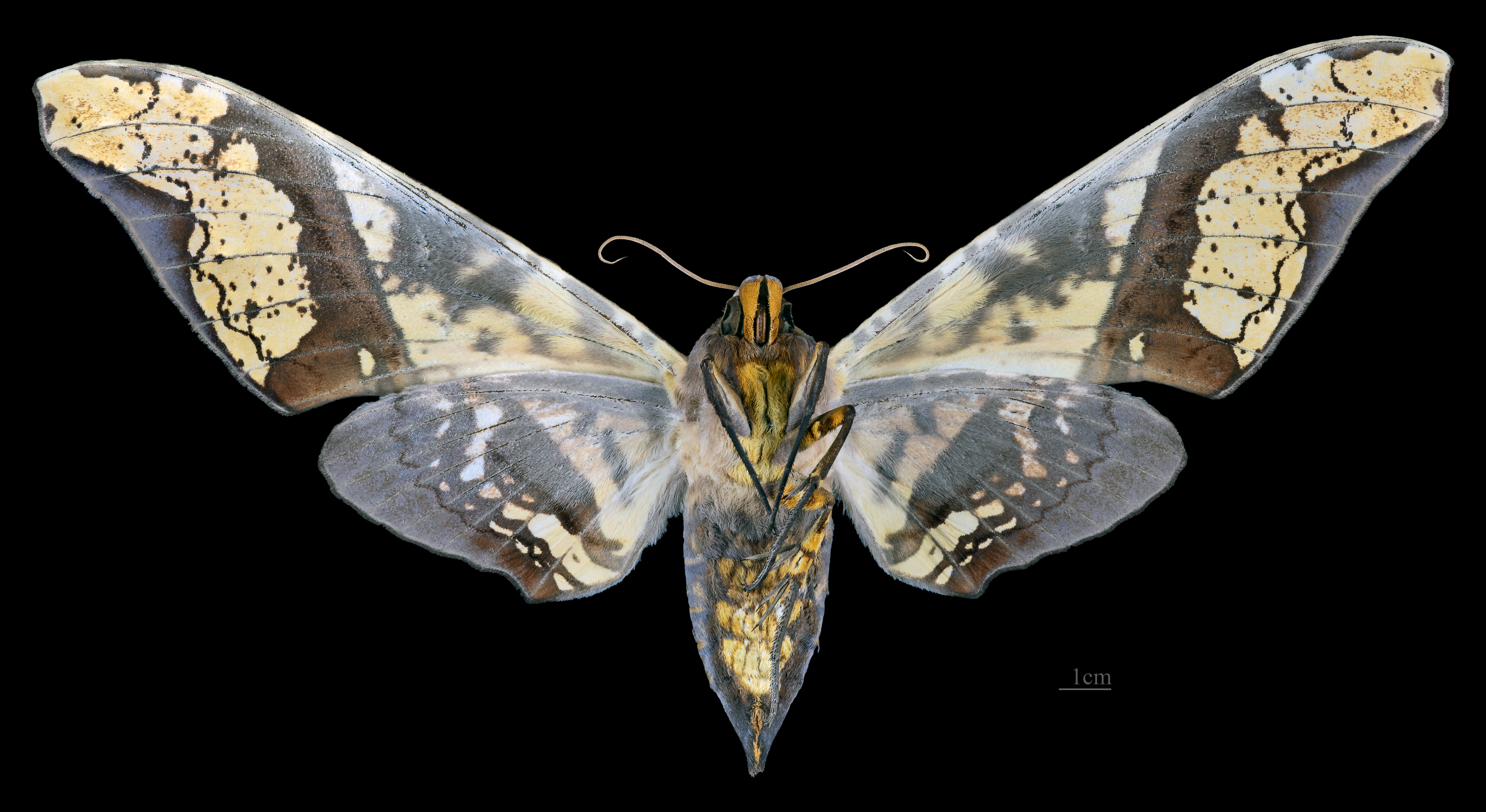
Amplypterus panopus ♀ △